# Pluralism cultural
Pluralismul cultural presupune recunoașterea diferențelor culturale dintre oameni, crearea condițiilor pentru menținerea și afirmarea acestor diferențe și reprezentarea diferențelor culturale în cadrul procesului de conducere.
Pluralismul cultural este un termen utilizat atunci când grupuri mai mici dintr-o societate mai extinsă își mențin identitățile lor culturale. 
Pluralismul cultural, ca termen sociologic, a evoluat în ceea ce privește definiția și descrierea sa. Acesta a fost descris nu numai ca fapt, ci și ca țel societal.